# My First Album (Divine album)
A My First Album az énekes, színész Divine első 1982-ben megjelent stúdióalbuma

## Számlista
1. Shoot Your Shot  6:24
2. Jungle Jezebel  4:42
3. Native Love  3:56
4. Kick Your Butt  5:22
5. Alphabet Rap  6:32
6. Native Love (Instrumental) 8:10